# Tankkazemat

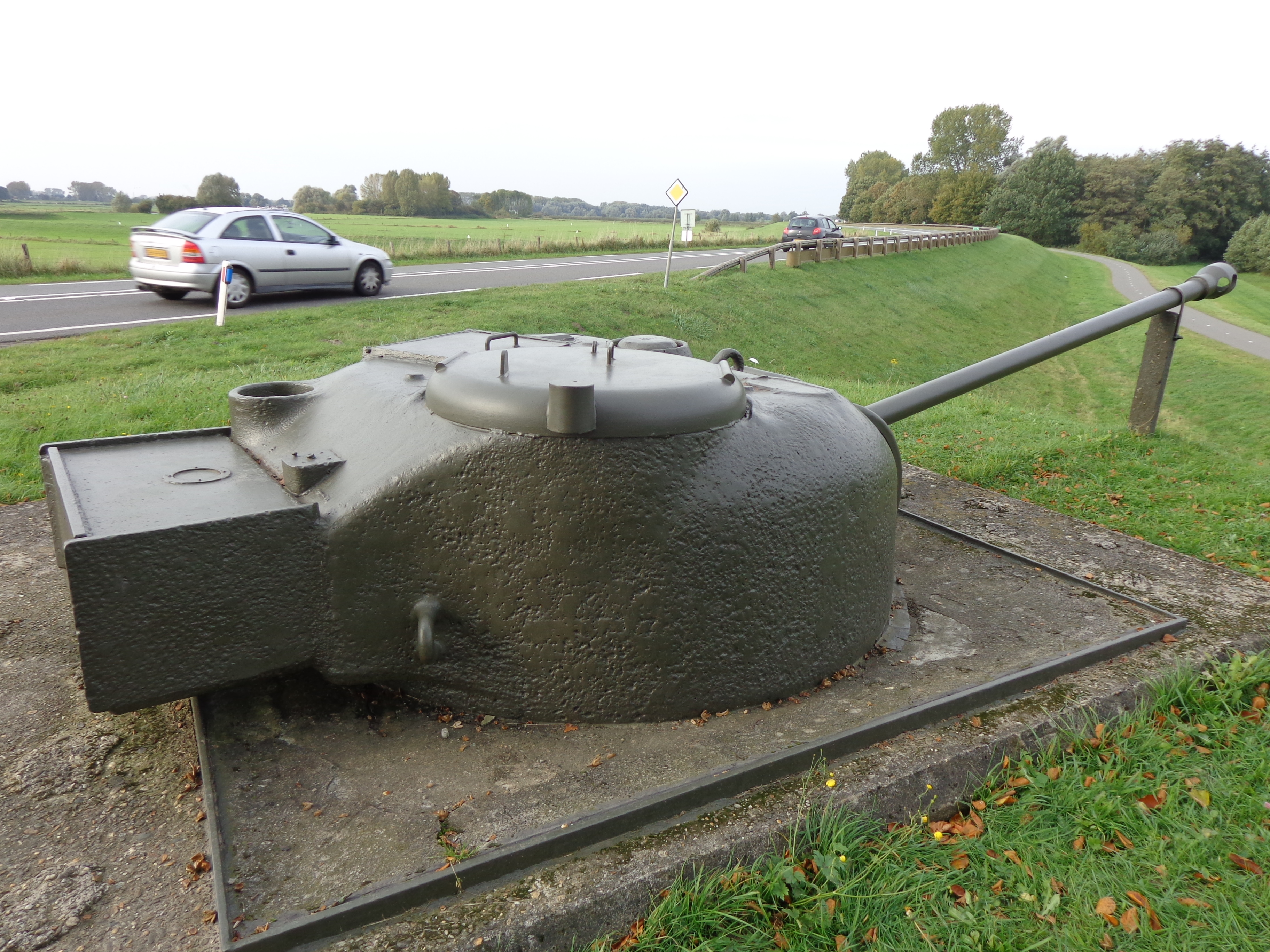
Sherman Firefly bij de IJssellinie.

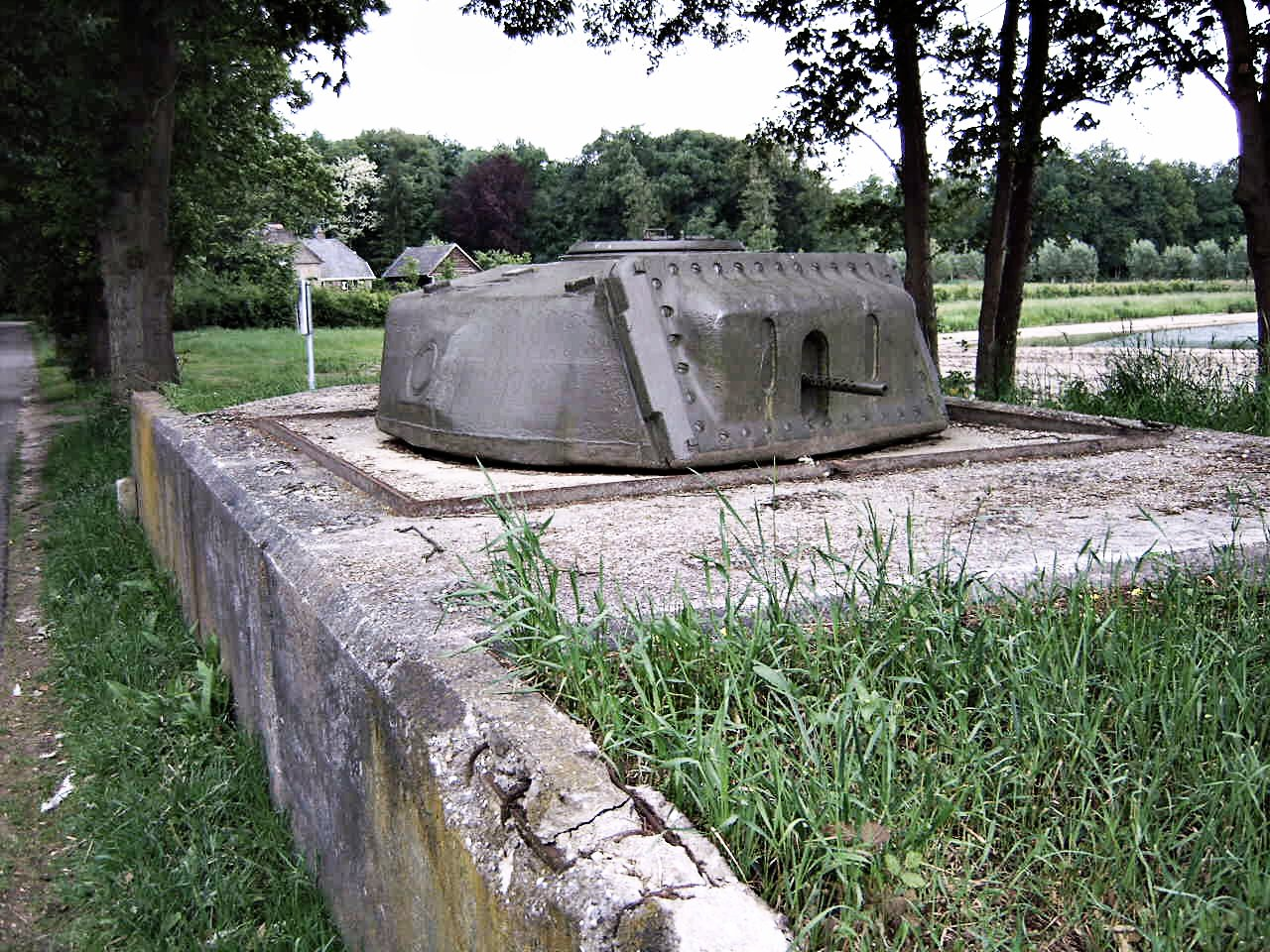
Ingebetonneerde RAM tank met mitrailleur.

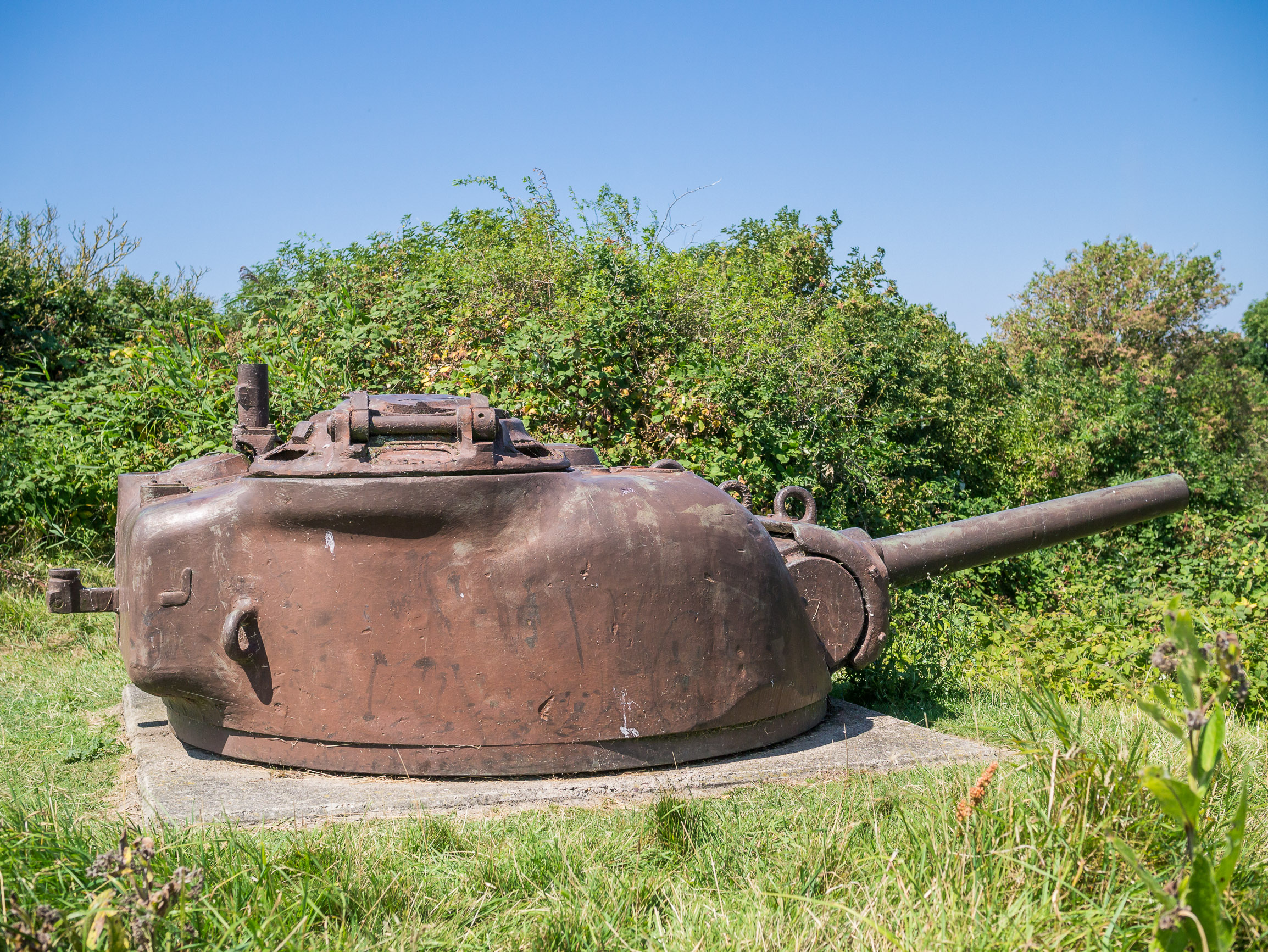
Geschutskoepel van een Sherman tank in het Kazemattenmuseum aan de Afsluitdijk.

Een tankkazemat is een speciale kazemat waarbij een tank of ander gevechtsvoertuig wordt ingebetonneerd en als vast verdedigingswerk dient. In Nederland zijn tankkazematten veelvuldig gebruikt bij de verdediging van de stuwen van de IJssellinie. 

## Nederlandse tankkazematten
Na het einde van de Tweede Wereldoorlog beschikte Nederland over een grote hoeveelheden militair materiaal dat door de geallieerden na de bevrijding in grote dumps was achtergelaten. Veel van dit materieel verkeerde in slechte staat, maar de koepels en kanonnen waren nog bruikbaar. Voor de bouw en verdediging van de IJssellinie was weinig geld en tijd beschikbaar. Om de diverse werken te verdedigen, in verband met de Koude Oorlogsfeer van die tijd, plaatste het leger de tanks op tactische locaties en goten ze deze in beton.
De tank werd zo ver ingegraven dat alleen de geschutskoepel boven het maaiveld uitstak. Het beton omsloot de hele tank, maar de koepel bleef dus vrij. De motor en het aandrijvingsmechanisme van de tank werden verwijderd. De tank kon toch nergens meer naar toe en aan reserveonderdelen was altijd gebrek. De motorruimte werd gereserveerd voor de bemanning en was ook de toegang tot de geschutskoepel. Achter de koepel was er een deur in het dak of de achtermuur van de betonbak waarmee de tank is omsloten. Er waren ventilatoren om de kruitdampen af te voeren.
De toren van de tank diende ook als opstelplaats voor een mitrailleur. Het kanon werd hiervoor verwijderd en het schietgat aangepast. De koepel werd met de hand gedraaid en kon volledig rondgaan. De terugstoot van een mitrailleur is minder dan van een kanon en er kon worden volstaan met een minder zware constructie.

## Gebruik
Bij de IJssellinie zijn beide typen toegepast. Bij Nijmegen stonden 29 ingebetonneerde tanks met mitrailleur, bij Arnhem 21 en bij Olst nog eens 23 exemplaren. Bij Nijmegen kwamen 5 tanks en bij Olst 6 tanks met kanon. Bij de Afsluitdijk zijn ook nog diverse tanks op een vergelijkbare wijze geplaatst ter verdediging van de Lorentzsluizen bij Kornwerderzand.
acces · affuit · approche · arsenaal · banket · barbacane · barbette · bastion · bastei · batterij · bedekte weg · beer · berm · blokhuis · bolwerk · borstwering · bres · buitenwerk · bunker · bonnet-traverse · caponnière · circumvallatielinie · citadel · contravallatielinie · contre-approche · contrefossé · contregarde · coupure· contrescarpe · courtine · couvre-face · cunette · damsluis · Dienst der Fortificatiën · demi-lune · dwingel · enveloppe · erkertoren · escarpe · face · faussebraye · flank · flèche · fort · fossé · glacis · gracht · halve maan · hamei · hoornwerk · inundatie ·  inundatiekanaal · inundatiesluis · Italiaans vestingstelsel · kat · kazemat · keel · kroonwerk · kruithuis · landpoort · linie · lunet · mezekouw · Nieuw Nederlands Vestingstelsel · onderwal · ontmanteling · opril · Oud-Nederlands vestingstelsel · palissade · papenmuts · plongee · polygonaal stelsel · poortgebouw · poterne · pulvertoren · ravelijn · redan · redoute · reduit · retranchement · rondeel · saillant · sas · schans · schietgat · schilderhuis · schootsveld · singel · sortie · stadsmuur · stadspoort · tamboer · terreplein · tenaille · tobruk · torenfort · traverse · valhek · verdedigingswerk · vesting · vestingstad · voorwerk · wal · walstraat · waltoren · wapenplaats · waterlinie · waterpoort · weermuur · wolfskuil · zwaluwstaart